# Прапор Мерефи
Пра́пор Мере́фи затверджено 12 серпня 1998 року рішенням сесії Мереф'янської міської ради.

## Опис прапора
У центрі квадратного малинового полотнища жовтий лук із натягнутою тятивою і жовта стріла вістрям у верхній біля древка кут, знизу дві вузькі хвилясті смуги: верхня блакитна і нижня жовта.